# Jurij Veklenko
Jurij Veklenko (rođen 6. jula 1990. u Klaipedi) je litvanski pop pevač poznat i kao Jurijus. Predstavljao je svoju zemlju na Pesmi Evrovizije 2019.

## Karijera
Veklenko je na Univerzitetu u Klajpedi završio turizam i rekreaciju. Živi u litvanskoj prestonici Viljnusu. U glavnom litvanskom gradu je radio prvo kao operater pozivnog centra, a sada radi kao IT stručnjak.
Muzika je njegov hobi. Veklenko je učestvovao u litvanskim nacionalnim muzičkim projektima kao što su "Dainuoju Lietuvą" i u drugoj sezoni "Lietuvos talentai". 2013. i 2015. godine bio je prateći vokal litvanskim predstavnicima na Pesmi Evrovizije.
Pošto je već pokušučestvovao u nacionalnom litvanskom izboru za Pesmu Evrovizije 2012. i 2014. godine, ponovo se prijavio 2019. godine. Ušao je u finale u kojem je pobedio sa pesmom "Run with the Lions" sa kojom je predstavljao Litvaniju na Pesmi Evrovizije 2019. u Tel Avivu. Nastupio je u drugom polufinalu u kojem je bio jedanaesti sa 93 osvojena boda (jednim bodom manje od desetoplasirane danske predstavnice).

## Diskografija
- "Standing still" (2012)
- "Kartais" (2018)
- "Sapunose" (2019) (sa Leonom Somovim)
- "Leiski man" (2019)
- "Run with the Lions" (2019)
- "Prisimink" (2019)
- "Skirtingi Pasauliai" (2019) (sa Ingom Jankauskaitė)
- "Prisimink" (2019)
- "Mintys" (2019)